# Kaj Andersson (barnskådespelare)
För andra betydelser, se Kaj Andersson.
Kaj Andersson, född på 1950-talet, är en svensk före detta barnskådespelare. Han spelade Bosse i Alla vi barn i Bullerbyns första TV-inspelning från 1960.

## Filmografi i urval
- 1960 – Alla vi barn i Bullerbyn (TV-serie)
- 1961 – Bara roligt i Bullerbyn